# Canchy (Somma)
Canchy – miejscowość i gmina we Francji, w regionie Hauts-de-France, w departamencie Somma.
Według danych na rok 2011 gminę zamieszkiwały 313 osoby, a gęstość zaludnienia wynosiła 48 osób/km² (wśród 2293 gmin Pikardii Canchy plasuje się na 687. miejscu pod względem liczby ludności, natomiast pod względem powierzchni na miejscu 732.).